# Элиза (фильм)
«Элиза» (фр. Élisa) — французский фильм-драма 1995 года с Ванессой Паради и Жераром Депардьё в главных ролях. Лента посвящена памяти Сержа Генсбура, автора заглавной песни.

## Сюжет
У Мари было трудное детство с тех пор, как её мать покончила жизнь самоубийством. Большую часть своей жизни она провела в детском доме в Париже, потом зарабатывала на жизнь мелкими преступлениями вместе со своими друзьями — Соланж и Ахмедом. Однако всё это время она не оставляет попыток найти своего отца, которого считает виновным в смерти матери, и отомстить ему.

## В ролях
| Актёр            | Роль                  |
| ---------------- | --------------------- |
| Ванесса Паради   | Мари                  |
| Жерар Депардьё   | Жак Лебович (Демулен) |
| Клотильда Куро   | Соланж                |
| Секку Саль       | Ахмед                 |
| Флоранс Томассен | Элиза Демулен         |
| Вернер Шрейер    | кондуктор             |
| Мишель Буке      | Самюэль               |
| Филипп Леотар    |                       |
| Катрин Рувель    | Манина                |
| Оливье Саладен   | Кевин                 |

## Награды и номинации
| Награды и номинации | Награды и номинации | Награды и номинации                | Награды и номинации                           | Награды и номинации |
| Награда             | Год                 | Категория                          | Номинатор                                     | Итог                |
| ------------------- | ------------------- | ---------------------------------- | --------------------------------------------- | ------------------- |
| Сезар               | 1996                | Лучшая музыка, написанная для кино | Мишель Коломбье Збигнев Прайснер Серж Генсбур | Победа              |
| Сезар               | 1996                | Лучшая актриса второго плана       | Клотильда Куро                                | Номинация           |
| Сезар               | 1996                | Самая многообещающая актриса       | Клотильда Куро                                | Номинация           |